# 石苁蓉
石苁蓉又名補血草（学名：Limonium sinense）为蓝雪科補血草屬下的一个种。

## 扩展阅读
- 維基物種上的相關：石苁蓉